# Драфт НБА 2021 года
Драфт НБА 2021 года прошёл 29 июля 2021 года в спортивном комплексе «Барклайс-центр» в Бруклинe, Нью-Йорк. Команды НБА выбирают баскетболистов-любителей из университетов США, а также других кандидатов, официально зарегистрированных для участия в драфте, в том числе иностранцев. Трансляцию полностью провёл телеканал ESPN. На ABC был показан только первый раунд драфта. По результатам лотереи право на первый выбор на драфте получила команда Детройт Пистонс. Под первым номером на драфте был выбран первокурсник из университета «Оклахома Стэйт» Кейд Каннингем.

## Драфт
| РЗ | Разыгрывающий защитник | АЗ | Атакующий защитник | ЛФ | Лёгкий форвард | ТФ | Тяжёлый форвард | Ц | Центровой |

| Раунд | Пик | Игрок                 | Позиция | Страна     | Клуб | Колледж/Школа/команда                       |
| ----- | --- | --------------------- | ------- | ---------- | --- | ------------------------------------------- |
| 1     | 1   | Кейд Каннингем        | РЗ/АЗ   | США        | Детройт Пистонс | Оклахома Стэйт (1-й курс)                   |
| 1     | 2   | Джейлен Грин          | АЗ      | США        | Хьюстон Рокетс | Джи-Лиг Игнайт (Джи-Лига)                   |
| 1     | 3   | Эван Мобли            | Ц       | США        | Кливленд Кавальерс                                                                                                   | Университет Южной Калифорнии (1-й курс)     |
| 1     | 4   | Скотти Барнс          | ЛФ/ТФ   | США        | Торонто Рэпторс | Флорида Стэйт (1-й курс)                    |
| 1     | 5   | Джейлен Саггс         | РЗ/АЗ   | США        | Орландо Мэджик | Гонзага (1-й курс)                          |
| 1     | 6   | Джош Гидди            | РЗ      | Австралия  | Оклахома-Сити Тандер                                                                                                 | Аделаида Фёти Сиксерс (Австралия)           |
| 1     | 7   | Джонатан Куминга      | ЛФ      | ДР Конго   | Голден Стэйт Уорриорз (из Миннесоты)                                                                                 | Джи-Лиг Игнайт (Джи-Лига)                   |
| 1     | 8   | Франц Вагнер          | ЛФ      | Германия   | Орландо Мэджик (из Чикаго)                                                                                           | Мичиган (2-й курс)                          |
| 1     | 9   | Дэвион Митчелл        | РЗ      | США        | Сакраменто Кингз | Бэйлор (3-й курс)                           |
| 1     | 10  | Заир Уильямс          | ЛФ      | США        | Нью-Орлеан Пеликанс (права с драфта обменяны в Мемфис)                                                               | Стэнфорд (1-й курс)                         |
| 1     | 11  | Джеймс Букнайт        | АЗ      | США        | Шарлотт Хорнетс | Коннектикут (2-й курс)                      |
| 1     | 12  | Джошуа Примо          | АЗ      | Канада     | Сан-Антонио Спёрс | Алабама (1-й курс)                          |
| 1     | 13  | Крис Дуарте           | АЗ      | Доминикана | Индиана Пэйсерс | Орегон (4-й курс)                           |
| 1     | 14  | Мозес Муди            | АЗ      | США        | Голден Стэйт Уорриорз                                                                                                | Арканзас (1-й курс)                         |
| 1     | 15  | Кори Кисперт          | ЛФ      | США        | Вашингтон Уизардс | Гонзага (3-й курс)                          |
| 1     | 16  | Альперен Шенгюн       | Ц       | Турция     | Оклахома-Сити Тандер (из Бостона, права с драфта обменяны в Хьюстон)                                                 | Бешикташ (Турция)                           |
| 1     | 17  | Трей Мёрфи            | ЛФ      | США        | Мемфис Гриззлис (права с драфта обменяны в Нью-Орлеан)                                                               | Виргиния (3-й курс)                         |
| 1     | 18  | Тре Мэнн              | РЗ      | США        | Оклахома-Сити Тандер (из Майами через Финикс, Филадельфию и Клипперс)                                                | Флорида (2-й курс)                          |
| 1     | 19  | Кай Джонс             | Ц       | Багамы     | Нью-Йорк Никс (права с драфта обменяны в Шарлотт)                                                                    | Техас (2-й курс)                            |
| 1     | 20  | Джейлен Джонсон       | ЛФ      | США        | Атланта Хокс | Дьюк (1-й курс)                             |
| 1     | 21  | Кеон Джонсон          | АЗ      | США        | Нью-Йорк Никс(из Далласа, права с драфта обменяны в ЛА Клипперс)                                                     | Теннесси (1-й курс)                         |
| 1     | 22  | Айзея Джексон         | Ц/ТФ    | США        | Лос-Анджелес Лейкерс (права с драфта обменяны в Индиану)                                                             | Кентукки (1-й курс)                         |
| 1     | 23  | Усман Гаруба          | ТФ/Ц    | Испания    | Хьюстон Рокетс (из Портленда)                                                                                        | Реал Мадрид (Испания)                       |
| 1     | 24  | Джош Кристофер        | АЗ      | США        | Хьюстон Рокетс (из Милуоки)                                                                                          | Аризона Стэйт (1-й курс)                    |
| 1     | 25  | Квентин Граймс        | АЗ      | США        | Лос-Анджелес Клипперс (права с драфта обменяны в Нью-Йорк)                                                           | Хьюстон (3-й курс)                          |
| 1     | 26  | Боунс Хайленд         | АЗ/РЗ   | США        | Денвер Наггетс | Университет Содружества Виргинии (2-й курс) |
| 1     | 27  | Кэмерон Томас         | АЗ      | США        | Бруклин Нетс | ЛСЮ (1-й курс)                              |
| 1     | 28  | Джейден Спрингер      | АЗ      | США        | Филадельфия Севенти Сиксерс                                                                                          | Теннесси (1-й курс)                         |
| 1     | 29  | Дэйрон Шарп           | Ц       | США        | Финикс Санз (права с драфта обменяны в Бруклин)                                                                      | Северная Каролина (1-й курс)                |
| 1     | 30  | Санти Альдама         | ТФ/Ц    | Испания    | Юта Джаз (права с драфта обменяны в Мемфис)                                                                          | Лойола (2-й курс)                           |
| 2     | 31  | Айзея Тодд            | ТФ      | США        | Милуоки Бакс (из Хьюстона, права с драфта обменяны в Вашингтон через Индиану)                                        | Джи-Лиг Игнайт (Джи-Лига)                   |
| 2     | 32  | Джеремая Робинсон-Эрл | ТФ      | США        | Нью-Йорк Никс (из Детройта через Филадельфию в Клипперс права с драфта обменяны в Оклахома-Сити)                     | Вилланова (2-й курс)                        |
| 2     | 33  | Джейсон Престон       | РЗ      | США        | Орландо Мэджик (права с драфта обменяны в Клипперс)                                                                  | Огайо (3-й курс)                            |
| 2     | 34  | Рокас Йокубайтис      | РЗ      | Литва      | Оклахома-Сити Тандер (права с драфта обменяны в Нью-Йорк)                                                            | Жальгирис (Литва)                           |
| 2     | 35  | Херберт Джонс         | ЛФ      | США        | Нью-Орлеан Пеликанс (из Кливленда через Атланту)                                                                     | Алабама (4-й курс)                          |
| 2     | 36  | Майлз Макбрайд        | РЗ      | США        | Оклахома-Сити Тандер (из Миннесоты через Голден Стэйт, права с драфта обменяны в Нью-Йорк)                           | Уэст Вирджиния (2-й курс)                   |
| 2     | 37  | Джей Ти Тор           | ТФ      | США        | Детройт Пистонс (из Торонто через Бруклин, права с драфта обменяны в Шарлотт)                                        | Оберн (1-й курс)                            |
| 2     | 38  | Айо Досунму           | РЗ      | США        | Чикаго Буллз (из Нью-Орлеана)                                                                                        | Иллинойс (3-й курс)                         |
| 2     | 39  | Немиас Кета           | Ц       | Португалия | Сакраменто Кингз | Юта Стэйт (3-й курс)                        |
| 2     | 40  | Джаред Батлер         | АЗ      | США        | Нью-Орлеан Пеликанс (из Чикаго, права с драфта обменяны в Юту через Мемфис)                                          | Бэйлор (3-й курс)                           |
| 2     | 41  | Джо Уискамп           | ЛФ      | США        | Сан-Антонио Спёрз | Айова (3-й курс)                            |
| 2     | 42  | Айзея Ливерс          | ЛФ      | США        | Детройт Пистонс (из Шарлотта через Нью-Йорк)                                                                         | Мичиган (4-й курс)                          |
| 2     | 43  | Грег Браун            | ТФ      | США        | Нью-Орлеан Пеликанс (из Вашингтона через Юту, Кливленд и Милуоки, права с драфта обменяны в Портленд)                | Техас(1-й курс)                             |
| 2     | 44  | Кесслер Эдвардс       | ЛФ      | США        | Бруклин Нетс (из Индианы)                                                                                            | Пеппердайн (3-й курс)                       |
| 2     | 45  | Жуан Бегарен          | АЗ      | Франция    | Бостон Селтикс | Париж (Франция)                             |
| 2     | 46  | Дэлано Бэнтон         | РЗ      | Канада     | Торонто Рэпторс (из Мемфиса через Сакраменто)                                                                        | Небраски (2-й курс)                         |
| 2     | 47  | Дэвид Джонсон         | АЗ      | США        | Торонто Рэпторс (из Голден Стэйт через Нью-Орлеан и Юту)                                                             | Луисвилл (2-й курс)                         |
| 2     | 48  | Шариф Купер           | РЗ      | США        | Атланта Хокс (из Майами через Портленд и Сакраменто)                                                                 | Оберн (1-й курс)                            |
| 2     | 49  | Маркус Зегаровски     | РЗ      | США        | Бруклин Нетс (из Атланты)                                                                                            | Крейтон (3-й курс)                          |
| 2     | 50  | Филип Петрушев        | Ц       | Сербия     | Филадельфия Севенти Сиксерс (из Нью-Йорка)                                                                           | Мега (Сербия)                               |
| 2     | 51  | Брэндон Бостон        | АЗ      | США        | Мемфис Гриззлис (из Портленда через Кливленд, Детройт и Даллас, права с драфта обменяны в Клипперс через Нью-Орлеан) | Кентукки (1-й курс)                         |
| 2     | 52  | Люка Гарза            | Ц       | США        | Детройт Пистонс (из Лейкерс через Детройт, Хьюстон и Сакраменто)                                                     | Айова (4-й курс)                            |
| 2     | 53  | Чарльз Бэсси          | Ц       | Нигерия    | Филадельфия Севенти Сиксерс (из Далласа через Нью-Орлеан)                                                            | Западный Кентукки (3-й курс)                |
| 2     | 54  | Сандро Мамукелашвили  | Ц       | Грузия     | Индиана Пэйсерс (из Милуоки через Кливленд и Хьюстон, права с драфта обменяны в Милуоки)                             | Сетон-Холл (4-й курс)                       |
| 2     | 55  | Аарон Уиггинс         | АЗ      | США        | Оклахома-Сити Тандер (из Денвера через Филадельфию и Голден Стэйт)                                                   | Мэриленд (1-й курс)                         |
| 2     | 56  | Скотти Льюис          | АЗ      | США        | Шарлотт Хорнетс (из Клипперс)                                                                                        | Флорида (2-й курс)                          |
| 2     | 57  | Балша Копривица       | Ц       | Сербия     | Шарлотт Хорнетс (из Бруклина, права с драфта обменяны в Детройт)                                                     | Флорида Стэйт (2-й курс)                    |
| 2     | 58  | Джерико Симс          | ТФ      | США        | Нью-Йорк Никс (из Филадельфии)                                                                                       | Техас (4-й курс)                            |
| 2     | 59  | Райкуан Грей          | ТФ      | США        | Бруклин Нетс (из Финикса)                                                                                            | Флорида Стэйт (3-й курс)                    |
| 2     | 60  | Георгиос Калаицакис   | ЛФ      | Греция     | Индиана Пэйсерс (из Юты, права с драфта обменяны в Милуоки)                                                          | Панатинаикос (Греция)                       |

1. ↑  Указывается сборная, за которую выступает игрок или его национальность. Если игрок не выступал на международном уровне, то указывается сборная, которую игрок имеет право представлять в соответствии с правилами ФИБА.

## Сделки с участием драфт пиков

### Сделки перед драфтом
1. 1 2  6 февраля 2020: от Миннесота Тимбервулвз к Голден Стэйт Уорриорз[3]
  - Голден Стэйт приобрёл Эндрю Уиггинса, a защищенный драфт-пик первого раунда 2021 года, драфт-пик второго раунда
  - Миннесота приобрела Д’Анджело Расселла, Джейкоба Эванса, Омари Спеллмана
2. ↑  25 марта 2021: от Чикаго Буллз к  Орландо Мэджик[4]
  - Орландо приобрёл Уэнделла Картера, Отто Портера, драфт-пики первого раунда 2021, 2023 годов
  - Чикаго приобрёл Николу Вучевича, Аль-Фаруку Амину
3. ↑  18 июня 2021: от Бостон Селтикс к Оклахома-Сити Тандер[6]
  - Оклахома-Сити приобрела Кембу Уокера, драфт-пик первого раунда 2021 года, драфт-пик второго раунда 2025 года
  - Бостон приобрел Эла Хорфорда, Мозеса Брауна, драфт-пик второго раунда 2023 года
4. ↑  19 февраля 2015: от Майами Хит к Финикс Санз (трёхсторонняя сделка с участием Нью-Орлеан Пеликанс)[8]
  - Финикс приобрёл Дэнни Грэнджера, Джона Сэлмонса, защищенный драфт-пик первого раунда 2017 года, драфт-пик первого раунда 2021 года
  - Майами приобрёл Горана Драгича и Зорана Драгича
  - Нью-Орлеан приобрёл Норриса Коула, Шоуни Уильямса, Джастина Хэмилтона

21 июня 2018: от Финикс Санз к Филадельфия Севенти Сиксерс[9]
  - Филадельфию приобрела Заира Смита, драфт-пик Майами первого раунда 2021 года
  - Финикс приобрёл Микала Бриджеса
5. 1 2  6 февраля 2019: от Филадельфия Севенти Сиксерс к Лос-Анджелес Клипперс[10]
  - ЛА Клипперс приобрёл Лэндри Шэмета, Уилсона Чендлера, Майка Мускалы, драфт-пик Майами первого раунда 2021 года, защищенный драфт-пик первого раунда 2020 года, драфт-пик второго раунда 2021 и 2023 годов
  - Филадельфию приобрела Тобиаса Харриса, Бобана Марьяновича, Майка Скотта
6. ↑  10 июля 2019: от Лос-Анджелес Клипперс к Оклахома-Сити Тандер[11]
  - Оклахома-Сити приобрела Данилу Галлинари, Шея Гилджес-Александера, драфт-пик Майами первого раунда 2021 года, драфт-пик первого раунда 2022 года, драфт-пик Майами первого раунда 2023 года, драфт-пик первого раунда 2024 года, драфт-пик первого раунда 2026 года, опцию Тандер на обмен драфт-пиками первого раунда 2023 и 2025 годов с Клипперс
  - ЛА Клипперс приобрёл Пола Джорджа
7. ↑  31 января 2019: от Даллас Маверикс к Нью-Йорк Никс[13]
  - Нью-Йорк приобрёл Денниса Смита, Деандре Джордана, Уэсли Мэттьюза, драфт-пик первого раунда 2021 года, драфт-пик первого раунда 2023 года
  - Даллас приобрёл Кристапса Порзингиса, Тима Хардуэя, Кортни Ли, Трэя Бёрка
8. ↑  22 ноября 2020: от Портленд Трэйл Блэйзерс к Хьюстон Рокетс[16]
  - Хьюстон приобрёл Тревора Аризу, права с драфта на Айзею Стюарта, защищенный драфт-пик первого раунда 2021 года
  - Портленд приобрёл Роберта Ковингтона
9. 1 2  19 марта 2021: от Милуоки Бакс к Хьюстон Рокетс[17]
  - Хьюстон приобрёл Ди Джея Огастина, Ди Джея Уилсона, драфт-пик первого раунда 2023 года, опцию обмена драфт-пика второго раунда Рокетс на драфт-пик первого раунда Бакс на драфте 2021 года
  - Милуоки приобрёл Пи Джея Такера, Родиона Куруца, драфт-пик первого раунда 2022 года
10. ↑  21 июня 2018: от Детройт Пистонс к Филадельфия 76ers[21]
  - Филадельфия приобрела драфт-пики второго раунда 2021 и 2023 годов
  - Детройт приобрёл права с драфта на Кайри Томаса
11. ↑  20 февраля 2020: от Лос-Анджелес Клипперс к Нью-Йорк Никс (трёхсторонняя сделка с участием Вашингтон Уизардс)[22][23]
  - Нью-Йорк приобрёл Мориса Харклесса, права с драфта на Иссуфа Санона, драфт-пик первого раунда 2020 года, драфт-пик второго раунда 2021 года
  - ЛА Клипперс приобрёл Маркуса Морриса, Айзею Томаса
  - Вашингтон приобрёл Джерома Робинсона
12. ↑  7 января 2017: от Кливленд Кавальерс к Атланта Хокс[26]
  - Атланта приобрела Майка Данливи, Мо Уильямса, условный драфт-пик первого раунда 2020 года, денежное вознаграждение
  - Кливленд приобрёл Кайла Корвера

6 июля 2019: от Атланта Хокс к Нью-Орлеан Пеликанс[27][28]
  - Нью-Орлеан приобрёл права с драфта на Джексона Хейза, Никейла Александер-Уокера, Диди Лозада, условный драфт-пик Кливленда первого раунда 2020 года, который конвертировался в два драфт-пика второго раунда 2021 и 2022 годов
  - Атланта приобрела Соломона Хилла, права с драфта на Де'Андре Хантери и Джордана Боуна, драфт-пик второго раунда 2023 года
13. 1 2  11 ноября 2020: от Голден Стэйт Уорриорз к Оклахома-Сити Тандер[29]
  - Оклахома-Сити приобрела защищенный драфт-пик первого раунда 2021 года, который конвертировался в драфт-пик второго раунда 2021 года, драфт-пик второго раунда 2021 года
  - Голден Стэйт приобрёл Келли Убре
14. ↑  7 февраля 2019: от Торонто Рэпторс к Бруклин Нетс[30]
  - Бруклин приобрёл Грега Монро, драфт-пик второго раунда 2021 года
  - Торонто приобрёл денежное вознаграждение

19 ноября 2020: от Бруклин Нетс к Детройт Пистонс (трёхсторонний обмен с участием Лос-Анджелес Клипперс)[31]
  - Детройт приобрёл Джанана Мусу, Родни Макгрудера, права с драфта на Саддика Бея и Джейлена Хэндса, драфт-пик Торонто второго раунда 2021 года, денежное вознаграждение
  - Бруклин приобрёл Лэндри Шэмета, Брюса Брауна, права с драфта на Реджи Перри
  - ЛА Клипперс приобрёл Джастина Паттона, Люка Кеннарда, права с драфта на Джея Скрабба, драфт-пик Портленда второго раунда 2023 года, драфт-пики Детройта второго раунда 2024, 2025, 2026 годов
15. 1 2  1 февраля 2018: от Нью-Орлеан Пеликанс к Чикаго Буллз[33]
  - Чикаго приобрёл Тони Аллена, Джамира Нельсона, Омера Ашика, защищённый драфт-пик первого раунда 2018 года, опцию обмена драфт-пик второго раунда 2021 года.
  - Нью-Орлеан приобрёл Николу Миротича, драфт-пик второго раунда 2018 года.
16. ↑  7 февраля 2018: от Шарлотт Хорнетс к Нью-Йорк Никс[34]
  - Нью-Йорк приобрёл Джонни О’Брайант, драфт-пики Шарлотт во втором раунде 2020, 2021 годов
  - Шарлотт приобрёл Вилли Эрнангомес

8 февраля 2021: от Нью-Йорк Никс к Детройт Пистонс[35]
  - Детройт приобрёл Денниса Смита, драфт-пик Шарлотт второго раунда 2021 года
  - Нью-Йорк приобрёл Деррика Роуза
17. ↑  7 июля 2016: от Вашингтон Уизардс к Юта Джаз[36]
  - Юта приобрела драфт-пик второго раунда 2021 года
  - Вашингтон приобрёл Трея Бёрка

29 ноября 2018: от Юта Джаз к Кливленд Кавальерс[37]
  - Кливленд приобрёл Алека Бёркса, драфт-пик Юты второго раунде 2020 года, драфт-пик Вашингтона второго раунде 2021 года
  - Юта приобрела Кайла Корвера
18. 1 2  7 декабря 2018: от Кливленд Кавальерс к Милуоки Бакс (трёхсторонний обмен с участием Вашингтон Уизардс)[38]
  - Кливленд приобрёл Мэттью Деллаведова, Джона Хенсона, драфт-пик Милуоки второго раунде 2021 годов, драфт-пик Вашингтона второго раунде 2022 года, защищенный драфт-пик первого раунда Милуоки
  - Милуоки приобрёл Джорджа Хилла, Джейсона Смита, драфт-пик второго раунда 2020 года, драфт-пик Вашингтона второго раунде 2021 года, денежное вознаграждение
  - Вашингтон приобрёл Сэма Деккера, защищенный драфт-пик второго раунда 2020 года
19. ↑  7 февраля 2019: от Милуоки Бакс к Нью-Орлеан Пеликанс (трёхсторонний обмен с участием Детройт Пистонс)[39][40]
  - Нью-Орлеан приобрёл Джейсона Смита, Стэнли Джонсона, драфт-пик второго раунда 2019 года, драфт-пик Милуоки второго раунда 2020 года, драфт-пики Вашингтона второго раунде 2020 и 2021 годов
  - Милуоки приобрёл Николу Миротича
  - Детройт приобрёл  Тони Мейкера
20. ↑  7 июля 2016: от Индиана Пэйсерс к Бруклин Нетс[42]
  - Бруклин приобрёл Права с драфта на Кариса Леверта, защищенный драфт-пик второго раунда
  - Индиана приобрела Таддеуса Янга
21. ↑  17 июля 2018: от Мемфис Гриззлис к Сакраменто Кингз[43]
  - Сакраменто приобрёл Бена Маклемора, Дейонта Дэвиса, драфт-пик второго раунда 2021 года, денежное вознаграждение
  - Мемфис приобрёл Гарретта Темпла

25 марта 2021: от Сакраменто Кингз к Торонто Рэпторс[44]
  - Торонто приобрёл драфт-пик Мемфиса второго раунда 2021 года
  - Сакраменто приобрёл Теренса Дэвиса
22. ↑  20 июня 2019: от Голден Стэйт Уорриорз к Нью-Орлеан Пеликанс[45]
  - Нью-Орлеан приобрёл драфт-пики второго раунда 2021 и 2023 годов
  - Голден Стэйт приобрёл права с драфта на Алена Смаилагича

7 июля 2019: от Нью-Орлеан Пеликанс к Юта Джаз[46]
  - Юта приобрела драфт-пики Голден Стэйт второго раунда 2021 и 2023 годов
  - Нью-Орлеан приобрёл Деррика Фейворса

25 марта 2021: от Юта Джаз к Торонто Рэпторс[47]
  - Торонто приобрёл драфт-пик Голден Стэйт второго раунда 2021 года
  - Юта приобрела Мэтта Томаса
23. ↑  18 февраля 2016: от Майами Хит к Портленд Трэйл Блэйзерс[48]
  - Портленд приобрёл Брайана Робертса, драфт-пик второго раунда 2021 года
  - Майами приобрёл денежное вознаграждение

21 июня 2018: от Портленд Трэйл Блэйзерс к Сакраменто Кингз[49]
  - Сакраменто приобрёл драфт-пик второго раунда 2019 года, драфт-пик Майами второго раунда 2021 года
  - Портленд приобрёл права с драфта на Гэри Трента

6 февраля 2020: от Сакраменто Кингз к Атланта Хокс[50]
  - Атланта приобрела Дуэйна Дэдмона, драфт-пик второго раунда 2020 года, драфт-пик Майами второго раунда 2021 года
  - Сакраменто приобрёл Алексея Леня, Джабари Паркера
24. ↑  6 июля 2019: от Атланта Хокс к Бруклин Нетс[51]
  - Бруклин приобрёл Торина Принса, драфт-пик второго раунда 2021 года
  - Атланта приобрела Аллена Крэбба, права с драфта на Никейла Александер-Уокера, защищенный драфт-пик первого раунда 2020 года
25. ↑  26 июня 2015: от Нью-Йорк Никс к Филадельфия Севенти Сиксерс[52]
  - Филадельфия приобрела драфт-пики второго раунда 2020 и 2021 годов, денежное вознаграждение
  - Нью-Йорк приобрёл права с драфта на Вилли Эрнангомеса
26. ↑  4 февраля 2019: от Портленд Трэйл Блэйзерс к Кливленд Кавальерс[53]
  - Кливленд приобрёл Ника Стаускаса, Уэйда Болдуина, драфт-пики второго раунда 2021 и 2023 годов
  - Портленд приобрёл Родни Худа

26 июня 2019: от Кливленд Кавальерс к Детройт Пистонс[54]
  - Детройт приобрёл драфт-пик Юты второго раунда 2020 года, драфт-пики Портленда второго раунда 2021 и 2023 годов, защищенный драфт-пик Майами второго раунда 2024 года, денежное вознаграждение
  - Кливленд приобрёл права с драфта на Кевина Портера

26 июня 2019: от Детройт Пистонс к Даллас Маверикс[55]
  - Даллас приобрёл права с драфта на Айзея Роби, драфт-пик Юты второго раунда 2020 года, драфт-пик Портленда второго раунда 2021 года
  - Детройт приобрёл права с драфта на Дейвидаса Сирвидиса

8 июля 2019: от Даллас Маверикс к Мемфис Гриззлис[56]
  - Мемфис приобрёл права с драфта на Сатнама Сингха Бхамару, драфт-пик Портленда второго раунда 2021 года, драфт-пик второго раунда 2023 года
  - Даллас приобрёл Делона Райта
27. ↑  6 февраля 2019: от Лос-Анджелес Лейкерс к Детройт Пистонс[58]
  - Детройт приобрёл Святослава Михайлюка, драфт-пик второго раунда 2021 года
  - ЛА Лейкерс приобрёл Реджи Буллока

24 ноября 2020: от Детройт Пистонс к Хьюстон Рокетс[59]
  - Хьюстон приобрёл Кристиана Вуда, защищенный драфт-пик первого раунда, драфт-пик Лейкерс второго раунда 2021 года
  - Детройт приобрёл Тревора Аризу, права с драфта на Айзею Стюарта, драфт-пик второго раунда 2027 года, денежное вознаграждение

25 ноября 2020: от Хьюстон Рокетс к Сакраменто Кингз[60]
  - Сакраменто приобрёл драфт-пик Лейкерс второго раунда 2021 года, денежное вознаграждение
  - Хьюстон приобрёл права с драфта на Кеньона Мартина

25 марта 2021: от Сакраменто Кингз к Детройт Пистонс[61]
  - Детройт приобрёл Кори Джозефа, драфт-пик Лейкерс второго раунда 2021 года, драфт-пик второго раунда 2024 года
  - Сакраменто приобрёл Делона Райта
28. ↑  25 марта 2021: от Даллас Маверикс к Нью-Орлеан Пеликанс[62]
  - Нью-Орлеан приобрёл Джеймса Джонсона, Уэсли Айванду, драфт-пик второго раунда 2021 года
  - Даллас приобрёл Джея Джея Редика, Николо Мелли

29 июля 2021: от Нью-Орлеан Пеликанс к Филадельфия Севенти Сиксерс[63][64]
  - Филадельфия приобрела драфт-пик Далласа второго раунда 2021 года
  - Нью-Орлеан приобрёл денежное вознаграждение
29. ↑  7 февраля 2019: от Кливленд Кавальерс к Хьюстон Рокетс (трёхсторонний обмен с участием Сакраменто Кингз[65]
  - Хьюстон приобрёл Ника Стаускаса, Уэйда Болдуина, Имана Шамперта, драфт-пик Милуоки во втором раунде 2021 года
  - Кливленд приобрёл Брэндона Найта, Маркеса Крисса, защищенный драфт-пик Хьюстона в первом раунде 2019 года, драфт-пик Хьюстона во втором раунде 2022 года
  - Сакраменто приобрёл Алека Бёркса, драфт-пик Хьюстона во втором раунде 2020 года

7 февраля 2019: от Хьюстон Рокетс к Индиана Пэйсерс[66]
  - Индиана приобрела Ника Стаускаса, Уэйда Болдуина, tправа с драфта на Маарти Луинена, драфт-пик Милуоки во втором раунде 2021 года
  - Хьюстон приобрёл денежное вознаграждение
30. ↑  6 июля 2018: от Денвер Наггетс к Филадельфия Севенти Сиксерс[67]
  - Филадельфия приобрела Уилсона Чендлера, драфт-пик Денвера во втором раунде 2021 года
  - Денвер приобрёл денежное вознаграждение

6 февраля 2020: от Филадельфия Севенти Сиксерс к Голден Стэйт Уорриорз[68]
  - Голден Стэйт приобрёл драфт-пик Далласа во втором раунде 2020 года, драфт-пик Денвера во втором раунде 2021 года, драфт-пик Торонто во втором раунде 2022 года.
  - Филадельфия приобрела Алека Бёркса, Гленна Робинсона
31. ↑  21 июня 2018: от Лос-Анджелес Клипперс к Шарлотт Хорнетс[69]
  - Шарлотт приобрел права с драфта на Майлза Бриджеса, два будущих драфт-пика второго раунда
  - ЛА Клипперс приобрёл права с драфта на Шея Гилджес-Александера
32. ↑  6 июля 2018: от Бруклин Нетс к Шарлотт Хорнетс[70]
  - Шарлотт приобрёл Тимофея Мозгова, права с драфта на  Хамиду Диалло, драфт-пик второго раунда 2021 года
  - Бруклин приобрёл Дуайта Ховарда
33. ↑  25 марта 2021: от Филадельфия Севенти Сиксерс к Нью-Йорк Никс (трёхсторонний обмен с участием Оклахома-Сити Тандер)[71][72]
  - Нью-Йорк приобрёл Терренса Фергюсона, Венсана Пуарье, права с драфта 2009 года на Эмира Прелджича, драфт-пик Филадельфии второго раунда 2021 года, защищенный драфт-пик Майами второго раунда 2024 года
  - Филадельфия приобрела Джорджа Хилла, Игнаса Браздейкиса
  - Оклахома-Сити приобрела Остина Риверса, Тони Брэдли, драфт-пики Филадельфии второго раунда 2025 и 2026 годов
34. ↑  20 июля 2018: от Финикс Санз к Бруклин Нетс[73]
  - Бруклин приобрёл Джаред Дадли, защищенный драфт-пик второго раунда 2021 года
  - Финикс приобрёл Даррелла Артура
35. ↑  21 июня 2019: Юта Джаз к Индиана Пэйсерс[74]
  - Индиана приобрела драфт-пик второго раунда 2021 года, денежное вознаграждение
  - Юта приобрела права с драфта на Джаррелла Брэнтли

### Сделки в день драфта
1. 1 2 3 4  7 августа 2021: от Нью-Орлеан Пеликанс к Мемфис Гриззлис (трёхсторонний обмен с участием Шарлотт Хорнетс)[5]
  - Мемфис приобрёл Стивена Адамса, Эрика Бледсо, защищенный драфт-пик первого раунда 2022 года, права с драфта на Заира Уильямса и Джареда Батлера
  - Нью-Орлеан приобрёл Йонаса Валанчюнаса, Девонте Грэма, права с драфта на Трея Мёрфи и Брэндона Бостона
  - Шарлотт приобрёл Уэсли Айванду, права с драфта на Тайлера Харви, защищенный драфт-пик первого раунда 2022 года
2. ↑  29 июля 2021: от Оклахома-Сити Тандер к Хьюстон Рокетс[7]
  - Хьюстон приобрёл права с драфта на Альперена Шенгюна
  - Оклахома-Сити приобрела два будущих драфт-пика первого раунда
3. ↑  29 июля 2021: от Нью-Йорк Никс к Шарлотт Хорнетс[12]
  - Шарлотт приобрёл права с драфта на Кая Джонса
  - Нью-Йорк приобрёл будущий драфт-пик первого раунда
4. 1 2  29 июля 2021: от Нью-Йорк Никс к Лос-Анджелес Клипперс[14]
  - ЛА Клипперс приобрёл права с драфта на Кеона Джонсона
  - Нью-Йорк приобрёл права с драфта на Квентина Граймса, будущий драфт-пик второго раунда
5. 1 2  6 августа 2021: от Лос-Анджелес Лейкерс к Индиана Пэйсерс (пятисторонний обмен с участием Бруклина, Вашингтона, Сан-Антонио)[15]
  - Вашингтон приобрёл Спенсера Динвидди, Аарона Холидея, Кентавиуса Колдуэлла-Поупа, Кайла Кузму, Монтреза Харрелла, права с драфта на Айзею Тодда, денежное вознаграждение (из Индианы)
  - ЛА Лейкерс приобрёл Расселла Уэстбрука, драфт-пик второго раунда 2023 года, драфт-пик второго раунда 2024 года, драфт-пик второго раунда 2028 года
  - Индиана приобрела права с драфта на Айзею Джексона
  - Бруклин приобрёл права с драфта на Николу Милутинова, драфт-пик второго раунда 2024 года, опцию обмена драфт-пиками второго раунда 2025 года с Вашингтоном
  - Сан-Антонио приобрёл Чендлера Хатчисона, драфт-пик второго раунда 2022 года
6. ↑  6 августа 2021: от Финикс Санз к Бруклин Нетс[18]
  - Бруклин приобрёл права с драфта на Дэйрон Шарпа, Джевона Картера
  - Финикс приобрёл Лэндри Шэмета
7. 1 2  7 августа 2021: от Юта Джаз к Мемфис Гриззлис[19]
  - Мемфис приобрёл права с драфта на Санти Альдаму
  - Юта приобрела права с драфта на Джареда Батлера, два будущих драфт-пика второго раунда
8. 1 2 3  29 июля 2021: от Милуоки Бакс к Индиана Пэйсерс[20]
  - Милуоки приобрёл с драфта на Сандро Мамукелашвили и Георгиоса Калаицакиса, два будущих драфт-пика второго раунда
  - Индиана приобрела права с драфта на Айзею Тодда
9. 1 2 3  29 июля 2021: от Нью-Йорк Никс к Оклахома-Сити Тандер[24]
  - Оклахома-Сити приобрела с драфта на Джеремая Робинсон-Эрла
  - Нью-Йорк приобрёл права с драфта на Рокаса Йокубайтиса и Майлза Макбрайда
10. ↑  29 июля 2021: от Орландо Мэджик к Лос-Анджелес Клипперс[25]
  - ЛА Клипперс приобрёл права с драфта на Джейсона Престона
  - Орланда приобрёл драфт-пик Детройта второго раунда 2026 года, денежное вознаграждение
11. 1 2  6 августа 2021: от Детройт Пистонс к Шарлотт Хорнетс[32]
  - Шарлотт приобрёл Мэйсона Пламли, права с драфта на Джея Ти Тора
  - Детройт приобрёл права с драфта на Балшу Копривицу
12. ↑  29 июля 2021: от Нью-Орлеан Пеликанс к Портленд Трэйл Блэйзерс[41]
  - Портленд приобрёл с драфта на Грега Брауна
  - Нью-Орлеан приобрёл будущий драфт-пик второго раунда, денежное вознаграждение
13. ↑  7 августа 2021: от Нью-Орлеан Пеликанс к Лос-Анджелес Клипперс[57]
  - ЛА Клипперс приобрёл права с драфта на Брэндона Бостона
  - Нью-Орлеан приобрёл защищенный драфт-пик второго раунда 2022 года, денежное вознаграждение

## Лотерея драфта
НБА ежегодно проводит лотерею перед драфтом, чтобы определить порядок выбора на драфте командами, которые не попали в плей-офф в предыдущем сезоне. Каждая команда, которая не попала в плей-офф, имеет шанс выиграть один из четырёх первых выборов, однако клубы, показавшие наихудшее соотношение побед к поражениям в прошлом сезоне имеют большие шансы на это. После того, как будут определены первые четыре выбора, остальные команды будут отсортированы согласно их результатам в предыдущем сезоне. В таблице представлены шансы команд, не попавших в плей-офф, получить номера посева от 1 до 14.
Лотерея драфта была проведена 22 июня. Она транслировалась на ESPN.
|  | Обозначает текущий результат лотереи |

| Команда                | Победы-поражения 2020/2021 | Лотерейные шансы | Лотерейные вероятности | Лотерейные вероятности | Лотерейные вероятности | Лотерейные вероятности | Лотерейные вероятности | Лотерейные вероятности | Лотерейные вероятности | Лотерейные вероятности | Лотерейные вероятности | Лотерейные вероятности | Лотерейные вероятности | Лотерейные вероятности | Лотерейные вероятности | Лотерейные вероятности |
| Команда                | Победы-поражения 2020/2021 | Лотерейные шансы | 1-е                    | 2-е                    | 3-е                    | 4-е                    | 5-е                    | 6-е                    | 7-е                    | 8-е                    | 9-е                    | 10-е                   | 11-е                   | 12-е                   | 13-е                   | 14-е                   |
| ---------------------- | -------------------------- | ---------------- | ---------------------- | ---------------------- | ---------------------- | ---------------------- | ---------------------- | ---------------------- | ---------------------- | ---------------------- | ---------------------- | ---------------------- | ---------------------- | ---------------------- | ---------------------- | ---------------------- |
| Хьюстон Рокетс         | 17-55                      | 140              | 14.0 %                 | 13.4 %                 | 12.7 %                 | 11.9 %                 | 47.9 %                 | -                      | -                      | -                      | -                      | -                      | -                      | -                      | -                      | -                      |
| Детройт Пистонс        | 20-52                      | 140              | 14.0 %                 | 13.4 %                 | 12.7 %                 | 11.9 %                 | 27.8 %                 | 20.1 %                 | -                      | -                      | -                      | -                      | -                      | -                      | -                      | -                      |
| Орландо Мэджик         | 21-51                      | 140              | 14.0 %                 | 13.4 %                 | 12.7 %                 | 11.9 %                 | 14.8 %                 | 26.0 %                 | 7.1 %                  | -                      | -                      | -                      | -                      | -                      | -                      | -                      |
| Оклахома-Сити Тандер   | 22-50                      | 115              | 11.5 %                 | 11.4 %                 | 11.2 %                 | 11.0 %                 | 7.4 %                  | 27.1 %                 | 18.0 %                 | 2.4 %                  | -                      | -                      | -                      | -                      | -                      | -                      |
| Кливленд Кавальерс     | 22-50                      | 115              | 11.5 %                 | 11.4 %                 | 11.2 %                 | 11.0 %                 | 2.0 %                  | 18.2 %                 | 25.5 %                 | 8.6 %                  | 0.6 %                  | -                      | -                      | -                      | -                      | -                      |
| Голден Стэйт Уорриорз1 | 23-49                      | 90               | 9.0 %                  | 9.2 %                  | 9.4 %                  | 9.6 %                  | -                      | 8.6 %                  | 29.7 %                 | 20.6 %                 | 3.4 %                  | 0.2 %                  | -                      | -                      | -                      | -                      |
| Торонто Рэпторс        | 27-45                      | 75               | 7.5 %                  | 7.8 %                  | 8.1 %                  | 8.5 %                  | -                      | -                      | 19.8 %                 | 33.9 %                 | 13.0 %                 | 1.4 %                  | <0.1 %                 | -                      | -                      | -                      |
| Орландо Мэджик2        | 31-41                      | 45               | 4.5 %                  | 4.8 %                  | 5.2 %                  | 5.7 %                  | -                      | -                      | -                      | 34.5 %                 | 36.2 %                 | 8.5 %                  | 0.5 %                  | <0.1 %                 | -                      | -                      |
| Сакраменто Кингз       | 31-41                      | 45               | 4.5 %                  | 4.8 %                  | 5.2 %                  | 5.7 %                  | -                      | -                      | -                      | -                      | 46.4 %                 | 29.4 %                 | 3.9 %                  | 0.1 %                  | <0.1 %                 | -                      |
| Нью-Орлеан Пеликанс    | 31-41                      | 45               | 4.5 %                  | 4.8 %                  | 5.2 %                  | 5.7 %                  | -                      | -                      | -                      | -                      | -                      | 60.6 %                 | 17.9 %                 | 1.2 %                  | <0.1 %                 | <0.1 %                 |
| Шарлотт Хорнетс        | 33-39                      | 17               | 1.7 %                  | 1.9 %                  | 2.1 %                  | 2.4 %                  | -                      | -                      | -                      | -                      | -                      | -                      | 77.6 %                 | 13.9 %                 | 0.5 %                  | <0.1 %                 |
| Сан-Антонио Спёрс      | 33-39                      | 16               | 1.6 %                  | 1.8 %                  | 2.0 %                  | 2.2 %                  | -                      | -                      | -                      | -                      | -                      | -                      | -                      | 84.8 %                 | 7.5 %                  | 0.1 %                  |
| Индиана Пэйсерс        | 34-38                      | 12               | 1.2 %                  | 1.3 %                  | 1.5 %                  | 1.7 %                  | -                      | -                      | -                      | -                      | -                      | -                      | -                      | -                      | 92.0 %                 | 2.3 %                  |
| Голден Стэйт Уорриорз  | 39-33                      | 5                | 0.5 %                  | 0.6 %                  | 0.6 %                  | 0.7 %                  | -                      | -                      | -                      | -                      | -                      | -                      | -                      | -                      | -                      | 97.6 %                 |

1 Пик был выменян из «Миннесоты» до лотереи.

2 Пик был выменян из «Чикаго» до лотереи.